# Équipe de Bulgarie de football
Cet article traite de l'équipe masculine. Pour l'équipe féminine, voir Équipe de Bulgarie féminine de football.
Maillots
L'équipe de Bulgarie de football est constituée par une sélection des meilleurs joueurs bulgares sous l'égide de la Fédération de Bulgarie de football.

## Histoire

### Les débuts de la Bulgarie
La Fédération de Bulgarie de football est fondée en 1923. Elle est affiliée à la FIFA depuis 1924 et est membre de l'UEFA depuis sa création en 1954. L’équipe de Bulgarie de football joue son premier match international contre l’Autriche, le 21 mai 1924 (défaite 6 buts à 0). Le 21 mai 1933, la Bulgarie enregistre la plus large défaite de son histoire contre l’Espagne, sur le score sans appel de 13 buts à 0. Le 3 novembre 1957, la Bulgarie bat la Norvège sur le score de 7 buts à 0, ce qui constitue alors sa plus large victoire.

### La Bulgarie présente sur la scène internationale (1960-1994)
La Bulgarie s'installe sur la scène internationale au début des années 1960 et s'affiche régulièrement parmi les solides équipes européennes, parvenant soit à se qualifier pour la phase finale de la Coupe du monde (elle dispute le tournoi mondial pour la première fois en 1962), soit à faire au moins bonne figure aux cours des éliminatoires des compétitions majeures en donnant du fil à retordre à ses adversaires, comme face à l'équipe de France lors de la campagne qualificative pour le mundial 1978 notamment. L’équipe de Bulgarie dispute ainsi quatre phases finales de Coupe du monde consécutives entre 1962 et 1974 mais sans jamais réussir à passer le premier tour ni gagner le moindre match (un total de 8 défaites et 4 matchs nuls). Lors de sa cinquième phase finale de Coupe du monde en 1986, elle signe en match d'ouverture un nul prometteur contre l'Italie, champion du monde en titre, mais est à nouveau incapable de gagner une rencontre. Elle parvient malgré tout à franchir le premier tour grâce à la nouvelle formule du tournoi à 24 équipes où les meilleurs troisièmes de groupe sont repêchés, mais en huitième de finale elle s'incline contre le Mexique (2-0) et quitte encore le tournoi avant les quarts de finale. Durant cette période, la Bulgarie ne se qualifie certes pour aucune phase finale de Championnat d’Europe des Nations mais elle réalise toutefois un parcours remarquable en 1968, seulement éliminée en quarts de finale par l'Italie, futur champion, avec une victoire 3-2 au match aller suivie d'une défaite 2-0 au retour.

### L'exploit lors de la Coupe du monde 1994
L'histoire du football bulgare est marquée par le parcours exceptionnel de son équipe nationale lors de la Coupe du monde de football 1994 aux États-Unis. L'aventure du Mondial 1994 débute dès la phase éliminatoire, au cours de laquelle les chances bulgares semblaient s'amenuiser au fil des matchs. Pourtant, lors de la dernière rencontre du groupe au Parc des Princes face à l'équipe de France, Emil Kostadinov parvient à marquer à la dernière seconde le but de la victoire et de la qualification pour la Bulgarie. Revenus de loin lors des qualifications, les Bulgares abordent la phase finale sans pression et surprennent tous les observateurs. Malgré un départ raté contre le Nigeria (0-3), ils obtiennent enfin, au terme de leur dix-huitième match de phase finale depuis 1962, une première victoire en disposant de la Grèce (4-0). Lors de la troisième journée ils gagnent à nouveau, 2-0 contre l'Argentine, et assurent leur qualification pour le tour suivant. Ils franchissent pour la première fois le cap des huitièmes de finale en éliminant le Mexique aux tirs au but. C'est en quart de finale que la Bulgarie crée la sensation en battant l'Allemagne, champion du monde sortant, grâce à une tête plongeante d'Iordan Letchkov (2-1). En demi-finale, les Bulgares ne déméritent pas face à l'Italie de Roberto Baggio mais s'inclinent (1-2). Ils retrouvent en petite finale la Suède, qu'ils avaient jouée en qualifications, et subissent la loi des Scandinaves emmenés par Tomas Brolin et Kennet Andersson (4-0). Le Bulgare Hristo Stoitchkov, qui est à l'époque l'un des meilleurs joueurs européens, termine meilleur buteur du tournoi (6 buts) ex æquo avec le buteur russe Oleg Salenko.

### La Bulgarie depuis 1994
Sur sa lancée, l'équipe de Bulgarie se qualifie pour sa première phase finale de Championnat d'Europe en prenant la seconde place de son groupe éliminatoire derrière l'Allemagne. Placée dans un groupe relevé au premier tour de l'Euro 1996 en compagnie de l'Espagne et de la France, elle fait bonne figure mais perd le match décisif contre la France et est éliminée. La Bulgarie se qualifie pour la Coupe du monde suivante en France en remportant son groupe de qualification. Les Bulgares retombent alors au niveau de performance qui était le leur lors des cinq premières phases finales mondiales disputées : incapables de gagner un match, ils sont sortis dès le premier tour, après une déroute 6-1 contre l’Espagne et un seul point au compteur. C'est à ce jour leur dernière participation à une phase finale de coupe du monde. La dernière participation dans un tournoi international majeur de l’équipe de Bulgarie est l’Euro 2004, où elle termine dernière de son groupe avec trois défaites (contre l’Italie, le Danemark et la Suède). Malgré de bons joueurs qui évoluent à l'étranger dans des grands championnats européens comme Dimitar Berbatov, Valeri Bojinov, Martin Petrov, la Bulgarie ne parvient plus à se qualifier pour une phase finale de compétition majeure.

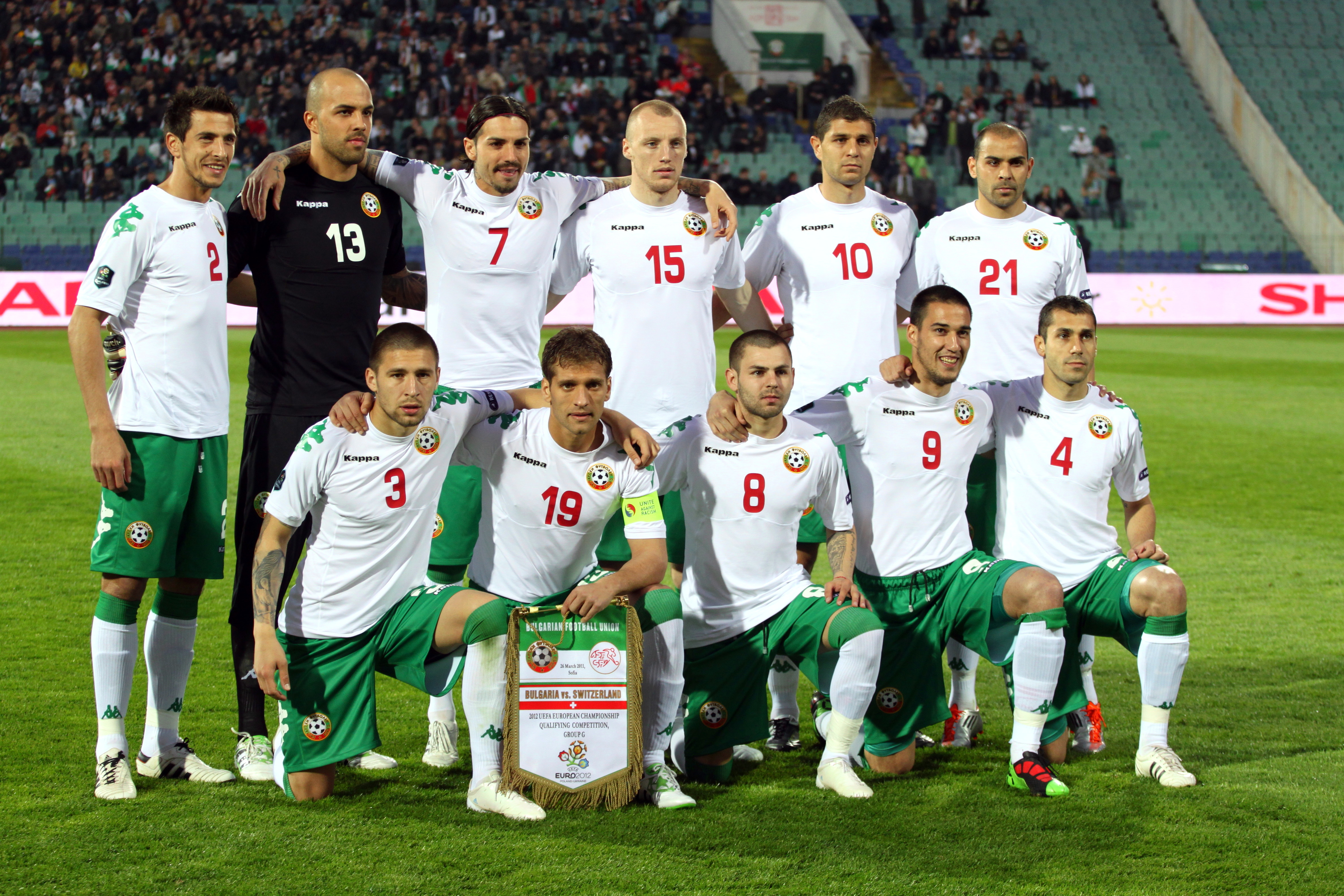
L'équipe de Bulgarie lors des qualifications de l'Euro 2012.

Depuis lors elle réalise en effet des performances irrégulières, en donnant parfois du fil à retordre à ses adversaires, comme lors des éliminatoires de la Coupe du Monde 2018 en Russie, avec des victoires à domicile face aux Pays-Bas (2-0) et à la Suède (3-2) ou une courte défaite face à la France (0-1). Elle a également accroché à 4 reprises l'Italie, 3 fois à domicile à l'occasion des éliminatoires pour la Coupe du monde 2010 (0-0), des éliminatoires pour la Coupe du monde 2014 (2-2) ainsi que des éliminatoires pour l'Euro 2016 (2-2) ; tandis qu'elle a partagé les points à l'extérieur avec la Squadra Azzurra à l'occasion des éliminatoires pour la Coupe du monde 2022 (1-1), une performance d'autant plus remarquable que l'Italie est championne d'Europe en titre. La Bulgarie connaît également son lot d'humiliation au cours des campagnes de qualification : lors des éliminatoires pour l'Euro 2016, elle est tenue en échec à domicile par Malte (1-1) ; lors des éliminatoires pour l'Euro 2021 elle finit avant-dernière du groupe avec une seule victoire, à domicile lors de la dernière journée contre la Tchéquie déjà assurée d'être qualifiée pour la phase finale (1-0), pour 3 nuls et 4 défaites ; dont un cinglant revers à domicile 0-6 contre l'Angleterre et un autre toujours à domicile contre le Kosovo (2-3) pour qui il s'agissait de la première participation. Elle est pourtant repêchée pour disputer les barrages des éliminatoires pour l'Euro 2021 en raison de ses performances lors de la première édition de Ligue des nations. Remontée dans la « voie A » du fait de la qualification de toutes les autres équipes de Ligue A en dehors de l'Islande, la Bulgarie se voit ainsi offrir une seconde chance de se qualifier pour un Championnat d'Europe 16 ans après sa dernière participation. Elle reçoit la Hongrie en demi-finale de barrage de la voie A mais est surclassée par les Magyars et s'incline sur le score de 1-3, Georgi Yomov ayant réduit l'écart pour les locaux en toute fin de match (89e minute).
Par ailleurs la Bulgarie, promue en Ligue B à la suite du changement de règles décidé par l'UEFA malgré sa 2e place en Ligue C 2018-2019 derrière la Norvège, termine dernière du groupe 4 de Ligue B 2020-2021 avec 2 matchs nuls et 4 défaites, synonyme de relégation en Ligue C pour l' édition suivante.

## Palmarès

### Parcours enCoupe du monde
| Année | Position      |      | Année               | Position |               | Année | Position |
| 1930  | Non inscrite  | 1974 | 1er tour            | 2010     | Non qualifiée |       |          |
| 1934  | Non qualifiée | 1978 | Non qualifiée       | 2014     | Non qualifiée |       |          |
| 1938  | Non qualifiée | 1982 | Non qualifiée       | 2018     | Non qualifiée |       |          |
| 1950  | Non inscrite  | 1986 | Huitièmes de finale | 2022     | Non qualifiée |       |          |
| 1954  | Non qualifiée | 1990 | Non qualifiée       | 2026     | À venir       |       |          |
| 1958  | Non qualifiée | 1994 | Demi-finale (4e)    | 2030     | À venir       |       |          |
| 1962  | 1er tour      | 1998 | 1er tour            | 2034     | À venir       |       |          |
| 1966  | 1er tour      | 2002 | Non qualifiée       |          |               |       |          |
| 1970  | 1er tour      | 2006 | Non qualifiée       |          |               |       |          |

### Parcours enChampionnat d'Europe
La Bulgarie compte deux participations en phase finale (1996 et 2004). Elle réalise cependant sa meilleure performance en 1968 en atteignant les quarts de finale (éliminée par l'Italie, future champion), à l'époque où la phase finale ne concerne que le dernier carré de la compétition.
| Année | Position            |      | Année         | Position |               | Année | Position |
| 1960  | Huitièmes de finale | 1988 | Non qualifiée | 2016     | Non qualifiée |       |          |
| 1964  | Huitièmes de finale | 1992 | Non qualifiée | 2020     | Non qualifiée |       |          |
| 1968  | Quarts de finale    | 1996 | 1er tour      | 2024     | Non qualifiée |       |          |
| 1972  | Non qualifiée       | 2000 | Non qualifiée | 2028     | À venir       |       |          |
| 1976  | Non qualifiée       | 2004 | 1er tour      | 2032     | À venir       |       |          |
| 1980  | Non qualifiée       | 2008 | Non qualifiée |          |               |       |          |
| 1984  | Non qualifiée       | 2012 | Non qualifiée |          |               |       |          |

### Parcours en Ligue des nations
| Édition   | Ligue | Phase de Groupe | Phase de Groupe | Phase de Groupe | Phase de Groupe | Phase de Groupe | Phase de Groupe | Phase de Groupe | Phase finale | Phase finale | Phase finale | Phase finale | Phase finale | Phase finale | Phase finale | Phase finale |
| Édition   | Ligue | Class.          | J               | G               | N               | P               | bp              | bc              | Pays hôte    | Résultat     | J            | G            | N            | P            | bp           | bc           |
| --------- | ----- | --------------- | --------------- | --------------- | --------------- | --------------- | --------------- | --------------- | ------------ | ------------ | ------------ | ------------ | ------------ | ------------ | ------------ | ------------ |
| 2018-2019 | C     | 2/4             | 6               | 3               | 2               | 1               | 7               | 5               | 2019         | Inéligible   | Inéligible   | Inéligible   | Inéligible   | Inéligible   | Inéligible   | Inéligible   |
| 2020-2021 | B     | 4/4             | 6               | 0               | 2               | 4               | 2               | 7               | 2021         | Inéligible   | Inéligible   | Inéligible   | Inéligible   | Inéligible   | Inéligible   | Inéligible   |
| 2022-2023 | C     | 2/4             | 6               | 2               | 3               | 1               | 10              | 8               | 2023         | Inéligible   | Inéligible   | Inéligible   | Inéligible   | Inéligible   | Inéligible   | Inéligible   |
| 2024-2025 | C     | 2/4             | 6               | 2               | 3               | 1               | 3               | 6               | 2025         | Inéligible   | Inéligible   | Inéligible   | Inéligible   | Inéligible   | Inéligible   | Inéligible   |
| Total     | Total | Total           | 24              | 7               | 10              | 7               | 22              | 26              | Total        | Total        | 0            | 0            | 0            | 0            | 0            | 0            |

## Classement FIFA
| Année              | 1993 | 1994 | 1995 | 1996 | 1997 | 1998 | 1999 | 2000 | 2001 | 2002 | 2003 | 2004 | 2005 | 2006 | 2007 | 2008 | 2009 | 2010 | 2011 | 2012 | 2013 | 2014 | 2015 | 2016 | 2017 | 2018 | 2019 | 2020 | 2021 | 2022 | 2023 | 2024 |
| ------------------ | ---- | ---- | ---- | ---- | ---- | ---- | ---- | ---- | ---- | ---- | ---- | ---- | ---- | ---- | ---- | ---- | ---- | ---- | ---- | ---- | ---- | ---- | ---- | ---- | ---- | ---- | ---- | ---- | ---- | ---- | ---- | ---- |
| Classement mondial | 31   | 16   | 17   | 15   | 36   | 49   | 37   | 53   | 51   | 42   | 34   | 37   | 39   | 43   | 18   | 27   | 30   | 49   | 84   | 50   | 74   | 66   | 71   | 71   | 43   | 46   | 59   | 68   | ?    | ?    | ?    | 82   |

## Principaux joueurs d'hier et d'aujourd'hui
| - Georgi Asparoukhov (A) - Krasimir Balakov (M) - Dimitar Berbatov * (A) - Hristo Bonev (A) - Daniel Borimirov (M) - Valeri Bojinov * (A) - Georgi Dimitrov (D) - Bojidar Iskrenov (A) - Trifon Ivanov (D) - Petar Jekov (A) | - Ivan Kolev (A) - Emil Kostadinov (A) - Petar Houbtchev (D) - Iordan Letchkov (M) - Borislav Mikhailov (G) | - Dimitar Penev (A) - Luboslav Penev (A) - Martin Petrov * (M) - Stilian Petrov (M) - Aleksandar Shalamanov (D) | - Nasko Sirakov (M) - Hristo Stoitchkov (A) - Zlatko Yankov (M) - Ivaylo Yordanov (M) - Radoslav Zdravkov (M) |

## Records individuels
| Rang | Sélections | Joueur             | Carrière  | Buts |
| ---- | ---------- | ------------------ | --------- | ---- |
| 1    | 105        | Stilian Petrov     | 1998-2011 | 8    |
| 2    | 102        | Borislav Mikhailov | 1983-1998 | 0    |
| 3    | 96         | Hristo Bonev       | 1967-1979 | 48   |
| 4    | 92         | Krasimir Balakov   | 1988-2003 | 16   |
| 5    | 90         | Martin Petrov      | 1999-2011 | 19   |
| 5    | 90         | Ivelin Popov       | 2007-2019 | 16   |
| 5    | 90         | Dimitar Penev      | 1965-1974 | 2    |
| 8    | 83         | Hristo Stoichkov   | 1986-1999 | 37   |
| 8    | 83         | Radostin Kishishev | 1996-2009 | 1    |
| 10   | 81         | Nasko Sirakov      | 1983-1996 | 23   |

| Rang | Buts | Joueur           | Carrière  | Sélections | Ratio |
| ---- | ---- | ---------------- | --------- | ---------- | ----- |
| 1    | 48   | Dimitar Berbatov | 1999-2010 | 78         | 0,61  |
| 1    | 48   | Hristo Bonev     | 1967-1979 | 96         | 0,5   |
| 3    | 37   | Hristo Stoichkov | 1987-1999 | 83         | 0,45  |
| 4    | 27   | Emil Kostadinov  | 1988-1998 | 70         | 0,39  |
| 5    | 26   | Lyubomir Angelov | 1931-1940 | 44         | 0,59  |
| 6    | 25   | Petar Zhekov     | 1963-1972 | 44         | 0,57  |
| 6    | 25   | Ivan Kolev       | 1950-1963 | 75         | 0,33  |
| 8    | 23   | Atanas Mikhaïlov | 1970-1981 | 45         | 0,51  |
| 8    | 23   | Nasko Sirakov    | 1983-1996 | 81         | 0,28  |
| 10   | 19   | Dimitar Milanov  | 1948-1959 | 39         | 0,49  |